# Waldo Sankán
Waldo Sankán Martínez (Arica, 25 de abril de 1967) es un ingeniero civil y político chileno.
Fue alcalde de Arica durante el  período 2008 - 2012. Durante su gestión, fue investigado por delitos de corrupción, finalmente se determinó que no hubo perjuicio para la municipalidad y lo condenaron por fraude frustrado.

## Vida

### Infancia y juventud
Sankán nace el 25 de abril de 1967. Estudia en la Escuela D-21 Tucapel, de Arica, y luego ingresa al Liceo A-1 "Octavio Palma Pérez". 
Estudia Ingeniería Civil en la Universidad de Tarapacá, y saca el título, además, de Master en Dirección de Empresas.

### Carrera política
Fue secretario general de la Federación de Estudiantes.
A los 21 años se inscribe en el PPD, ocupando numerosos cargos de importancia al interior de dicho partido.
En las elecciones municipales de 2000, es electo concejal con un 9,50%, equivalente a 6.693 votos.
En las elecciones municipales de 2004, es reelecto como concejal con un 10,19%, equivalente a 6.319 votos.
En dos períodos (2007 y 2008) actúa como alcalde suplente de Arica. 
En las elecciones municipales de 2008, renuncia al PPD y se presenta como candidato independiente, y es elegido alcalde, con el 44,55%, equivalente a 28.727 votos.

## Controversias
Waldo Sankán M, fue acusado de 10  delitos de corrupción pública por parte de la fiscalía, estuvo en prisión preventiva casi 3 años en la cárcel de Acha, sin que fuera condenado por ningún cargo, tiempo que fue considerado por diversos abogados como un abuso del sistema judicial donde se presume el principio de inocencia, mientras no seas condenado. La fiscalía aseguró que había un fraude millonario en el parque Acuático, pero finalmente se determinó que no hubo perjuicio alguno y retiró su acusación.  El tribunal oral de Arica lo absolvió de casi todos los cargos que la fiscalía lo acusaba, sólo lo condenaron injustamente a juicio de los abogados presentes en el juicio, a fraude frustrado, en la renovación del contrato del vertedero, figura cuestionada, para muchos si no hay perjuicio para la municipalidad, no puede existir fraude, sin embargo lo condenaron por fraude frustrado que equivale como a un intento de fraude, la pena impuesta fue un simple delito en libertad, lo que hizo aún más injusto su tiempo en prisión, podría no haber estado nunca en la cárcel de acuerdo al resultado final del juicio. Muchos abogados aseguraron que no lo quisieron absolver de todos los cargos debido al escándalo de prensa que significó este caso. Fue inhabilitado para ocupar cargos públicos y suspendieron su derecho a sufragio por 4 años.

## Historial electoral

### Elecciones municipales de 2000
Alcalde comuna de Arica

### Elecciones municipales de 2004
Concejal comuna de Arica

### Elecciones municipales de 2008
Alcalde comuna de Arica